# Медаль «За победу при Гангуте»
«За победу при Гангуте» — медаль, которой награждались участники Гангутского сражения.
Медаль имела надпись: «ПРИЛЕЖАНИЕ. И ВЕРНОСТЬ. ПРЕВОСХОДИТЪ. СИЛНО», «ИЮЛЯ 27 ДНЯ. 1714». Одним из изготовителей медали был Соломон Гуэн. Диаметр медали 41 мм (для серебра, для золотых были варианты в зависимости от номинальной цены в червонцах).

## Награждение

### Серебряная
Серебряными медалями награждали флотские экипажи и армейские десантные полки. Матросская медаль была отличной от солдатской. В 1714 году было отчеканено 1000 медалей, в 1715 году было отчеканено ещё 1000 медалей, однако и этого количества было недостаточно для награждения. В 1717 году по требованию Ф. М. Апраксина было отчеканено ещё 1500 медалей, которых хватило с избытком. Оставшиеся 387 медалей были возвращены в канцелярию генерал-адмирала.

### Золотая
Золотой медалью наградили 144 офицера. Медали имели различную ценность: 100, 70, 45, 30, 11 и 7 червонцев. Золотая медаль давалась вместе с лентой ордена Святого Андрея.

## См.также
- Гангутское сражение
- Медаль «В память 200-летия морского сражения при Гангуте»